# Arachnothryx subglabra
Arachnothryx subglabra là một loài thực vật có hoa trong họ Thiến thảo. Loài này được Borhidi & N.C.Jiménez mô tả khoa học đầu tiên năm 2006.